# Robert Żybura
Robert Żybura (ur. 1964 w Tarnowie) – polski malarz.
Urodził się w 1964 roku w Tarnowie. Absolwent Państwowej Wyższej Szkoły Sztuk Plastycznych we Wrocławiu (wydział malarstwo, grafika, rzeźba). Dyplom z malarstwa w 1992 roku (wyróżnienie) w pracowni Wandy Gołkowskiej, z grafiki w pracowni Romana Kowalika.
Zajmuje się malarstwem, grafiką i rysunkiem. Współpracuje z Galerią Sztyler w Tarnowie.

## Wystawy
- 1993 – Ogólnopolski Przegląd Malarstwa Młodych Promocje '92 – Galeria Sztuki Legnica
- 1993 – wystawa malarstwa R. Żybura Foyer Tarnowskiego Teatru, Tarnów
- 1995 – wystawa malarstwa, Galeria Sztyler, Tarnów
- 1995 – wystawa tarnowskich artystów, Scaioten, Belgia
- 2005 – salon jesienny 2005 – Tarnów, nagroda Starosty powiatu tarnowskiego
- 2005 – malarstwo, Steel Forest, Konstancin-Jeziorna
- 2005 – malarstwo, Magyar Borok Haza, Budapeszt, Węgry – artyści Polski południowo-wschodniej, Polska
- 2006 – malarstwo, Galeria Sztyler, Tarnów
- 2007 – salon jesienny 2007 – Tarnów, nagroda dyrektora Galerii Miejskiej BWA w Tarnowie – Złota Rama
- 2007 – Art: la Pologne se Devoile, Arras, Francja
- 2008 – Jeux Et Distractions Robert Żybura, Arras Francja
- 2008 – salon jesienny 2008 – Tarnów, nagroda Grand Prix Salonu Jesiennego 2008 w Tarnowie
- 2008 – Painting Robert Żybura, Tokaji Galeria, Tokaji, Węgry
- 2008 – Dagart Galerie, Lille, Francja
- 2009 – salon jesienny 2009 – Tarnów, nagroda BWA Galerii Miejskiej w Tarnowie
- 2010 – salon jesienny 2010 – Tarnów, Galeria Miejska
- 2011 – salon jesienny 2011 – Tarnów, Galeria Miejska
- 2011 – wystawa „Zmysły sztuki”, Muzeum – Pałac w Wilanowie, Warszawa 14 lipca – 29 sierpnia 2011
- 2012 – wystawa w Pałacu Sztuki w Krakowie 02/2012

## Galeria

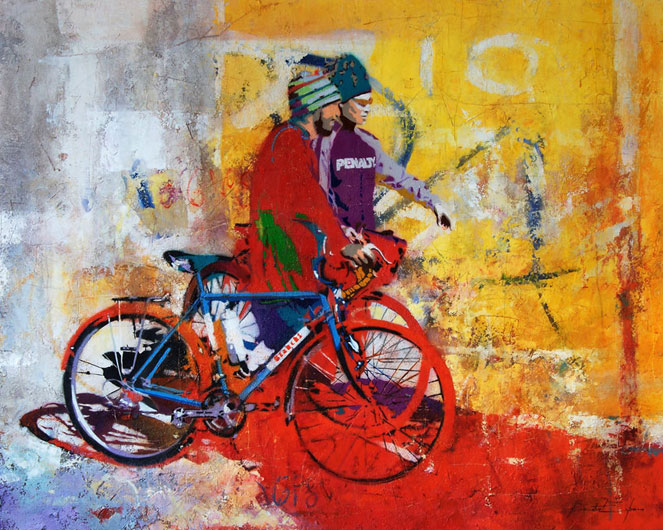
Robert Żybura – „Patrz” 80 × 100 cm, 2009
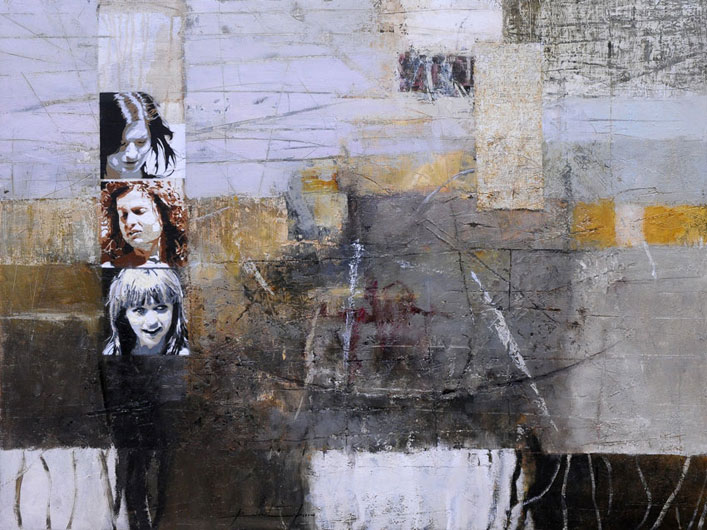
Robert Żybura – „Gracje” 69 × 92 cm, 2010
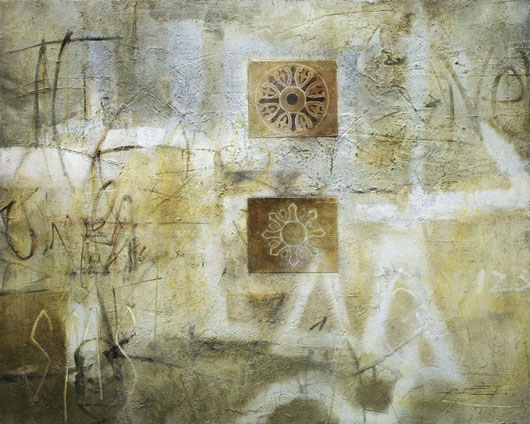
Robert Żybura – „Rozetki” 80 × 100 cm, 2010